# A mikrofizika története évszámokban
A kvantummechanika, molekulafizika, atomfizika, magfizika és részecskefizika története évszámokban
- i. e. 440 Démokritosz alapvető oszthatatlan részecskéket feltételezett az anyag építőköveiként---"atomnak" hívta ezeket (a-tom, oszthatatlan).

## A kémia kialakulása, és aperiódusos rendszerkiteljesítése
- 1766 Henry Cavendish felfedezte és tanulmányozta a hidrogént
- 1778 Carl Scheele és Antoine Lavoisier felfedezte, hogy a levegő főként nitrogénből és oxigénből áll
- 1781 Joseph Priestley vizet hozott létre úgy, hogy hidrogént égetett el (oxigén jelenlétében)
- 1800 William Nicholson és Anthony Carlisle elektrolízissel szétválasztotta a vizet hidrogénre és oxigénre
- 1803 John Dalton bevezette az atom ötletét a kémiába és azt állította, hogy az anyag különböző tömegű atomokból áll
- kb. 1805 Thomas Young végrehajtotta kétrés-kísérletét
- 1811 Amedeo Avogadro felállította azt a törvényt, hogy a gázok azonos térfogatai azonos körülmények között azonos számú molekulát tartalmaznak Avogadro-szám
- 1832 Michael Faraday felfedezte az elektrolízis róla elnevezett törvényeit
- 1871 Dmitrij Ivanovics Mengyelejev tulajdonságok szerint rendezte az elemeket, létrehozva a periódusos rendszert, és megjósolta a gallium, a szkandium és a germánium létezését
- 1873 Johannes van der Waals bevezette a molekulák közötti gyenge kölcsönhatás ötletét
- 1885 Johann Balmer matematikai összefüggést találta a hidrogén színképvonalainak hullámhosszai között
- 1887 Heinrich Hertz felfedezte a fotoelektromos hatást
- 1894 John William Strutt és William Ramsay felfedezte az argont, amikor spektroszkópiai úton tanulmányozta azt a gázt, amely a levegőből a nitrogén és az oxigén kivonása után maradt
- 1895 William Ramsay felfedezte a héliumot a földön, amikor a bomló urán által létrehozott gázt tanulmányozta spektroszkópiai úton
- 1896 Antoine Becquerel felfedezte az urán radioaktivitását
- 1896 Pieter Zeeman tanulmányozta az erős mágneses pólusok között lángba helyezett nátrium D-vonalának felhasadását
- 1897 Joseph John Thomson felfedezte az elektront
- 1898 William Ramsay és Morris Travers felfedezte a neont, kriptont és xenont
- 1898 Marie és Pierre Curie elkülönítette és tanulmányozta a rádiumot és a  polóniumot
- 1899 Ernest Rutherford felfedezte, hogy az urán által kibocsátott sugárzás pozitív és negatív töltésű részecskékből áll (alfa-részecske, béta-részecske)

## A kvantummechanika kezdetei
- 1900 Paul Villard felfedezte a gamma-sugárzást az urán bomlásának tanulmányozásakor
- 1900 Johannes Rydberg finomította a hidrogén színképvonalainak megfigyelt hullámhosszaira vonatkozó képletét
- 1900 Max Planck felállította kvantumhipotézisét a feketetest-sugárzással kapcsolatban
- 1902 Lénárd Fülöp megfigyelte, hogy a fotoelektron maximális energiája csak a megvilágító fény frekvenciájától függ, az intenzitásától nem
- 1902 Theodor Svedberg megsejtette, hogy a Brown-mozgást atomok okozzák
- 1905 Albert Einstein megmagyarázta a fotoelektromos hatást
- 1906 Charles Barkla felfedezte, hogy minden elem rendelkezik egy karakterisztikus röntgen-sugárzással és a röntgen sugárzás behatolási foka az elem tömegszámától függ
- 1909 Hans Geiger és Ernest Marsden felfedezte, hogy az alfa-részecskék vékony fémfóliákon nagy szögben szóródnak
- 1909 Ernest Rutherford és Thomas Royds kimutatta, hogy az alfa-részecskék kétszeresen ionizált héliumatomok
- 1911 Ernest Rutherford megmagyarázta a Geiger–Marsden-kísérletet, feltételezve, hogy az atomoknak egy kis méretű magja van, és levezette a Rutherford-féle hatáskeresztmetszetet
- 1912 Max von Laue javasolta, hogy szilárdtest rácsot használjanak a röntgen-sugárzás diffrakciójának eléréséhez
- 1912 Walter Friedrich és Paul Knipping cink blendén röntgensugarakat szórnak
- 1913 William Henry Bragg és William Lawrence Bragg kidolgozták a kemény röntgen-sugárzás Bragg-feltételét
- 1913 Henry Moseley kimutatta, hogy az atommag töltése a leglényegesebb meghatározója az elemek tulajdonságainak
- 1913 Niels Bohr megjelentette az atom kvantummodelljét
- 1913 Robert Millikan megmérte az az elektromos töltés alapvető egységét
- 1913 Johannes Stark kísérletileg kimutatta, hogy az erős mágneses tér felhasítja a hidrogén Balmer-vonalait
- 1914 James Franck és Gustav Hertz végrehajtották a Franck–Hertz-kísérletet, amellyel igazolták, hogy a higanynak van gerjesztett állapota
- 1914 Ernest Rutherford felvetette, hogy a pozitív atommag protonokat tartalmaz
- 1915 Arnold Sommerfeld kifejlesztette a Bohr-féle atommodell módosított változatát elliptikus pályákkal, így megmagyarázva a relativisztikus finomszerkezetet
- 1916 Gilbert Lewis és Irving Langmuir létrehozta a kémiai kötés egyik elektronhéjmodelljét
- 1917 Albert Einstein bevezette a indukált emisszió ötletét
- 1921 Alfred Lande bevezette a Lande g-faktort
- 1922 Arthur Compton tanulmányozta a röntgensugárzás szóródását elektronon
- 1922 Otto Stern és Walter Gerlach kísérletileg megmutatja a spin kvantáltságát
- 1923 Louis de Broglie felvetette, hogy az elektronnak hullámtulajdonságai lehetnek
- 1923 Lise Meitner felfedezte az Auger-effektust
- 1924 John Lennard-Jones félempirikus intermolekuláris erőt javasol
- 1924 Satyendra Bose és Albert Einstein bevezeti Bose–Einstein-statisztikát
- 1925 Wolfgang Pauli felállította a kizárási elvét
- 1925 George Uhlenbeck és Samuel Goudsmit bevezette az elektronspin fogalmát
- 1925 Pierre Auger felfedezte az Auger-effektust (2 évvel Lise Meitner után)
- 1925 Werner Heisenberg, Max Born és Pascual Jordan megfogalmazta a kvantummechanika mátrixmodelljét
- 1926 Erwin Schrödinger felírta nem relativisztikus hullámegyenletét és megfogalmazta a kvantummechanika hullámmodelljét
- 1926 Erwin Schrödinger megmutatta, hogy a kvantummechanika hullám- és mátrixmegfogalmazása matematikailag egyenértékű
- 1926 Oskar Klein és Walter Gordon felírták a relativisztikus kvantummechanikai hullámegyenletüket
- 1926 Enrico Fermi felfedezi a spin és statisztika kapcsolatát
- 1926 Paul Dirac bevezette a Fermi–Dirac eloszlást
- 1927 Clinton Davisson, Lester Germer és George Paget Thomson bebizonyították az elektron hullám-részecske kettős természetét
- 1927 Werner Heisenberg bevezette a kvantummechanika határozatlansági relációját
- 1927 Max Born értelmezi a hullámfüggvény valószínűségi természetét
- 1928 Chandrasekhara Raman tanulmányozta a látható fény szóródását elektronon
- 1928 Paul Dirac felírta relativisztikus hullámegyenletét az elektronra
- 1928 Charles Galton Darwin és Walter Gordon megoldották a Dirac-egyenletet Coulomb-potenciál mellett
- 1929 Oskar Klein felfedezte a Klein-paradoxont
- 1929 Oskar Klein és Yoshio Nishina származtatja a Klein–Nishina-hatáskeresztmetszetet fotonoknak elektronokon való szórására
- 1929 Nevill Francis Mott származtatja a Mott hatáskeresztmetszetet relativisztikus elektronok Coulomb-szórására
- 1930 Paul Dirac bevezette elektronlyuk elméletét
- 1930 Erwin Schrödinger megjósolja a Brown-mozgást
- 1930 Fritz London a molekulák közötti van der Waals-erőket fluktuáló dipól momentumok közötti kölcsönhatásként magyarázza
- 1931 John Lennard-Jones javasolja a molekulaközi Lennard-Jones potenciált
- 1931 Irène Joliot-Curie és Frédéric Joliot-Curie megfigyelik, de félremagyarázzák a neutronszórást paraffinban
- 1931 Wolfgang Pauli bevezette a neutrínó fogalmát, hogy megmagyarázza, hogy a béta-bomlásban miért nem tűnik igaznak az energiamegmaradás-törvénye
- 1931 Linus Pauling felfedezi a "rezonanciakötést" és vele magyarázza a szimmetrikus síkmolekulák nagy stabilitását
- 1931 Paul Dirac megmutatta, hogy a töltésmegmaradás magyarázható, ha feltételezzük mágneses monopólusok létét
- 1931 Harold C. Urey felfedezte a deutériumot
- 1932 John Cockcroft és Thomas Walton lítium és bór atommagot hasított proton bombázással
- 1932 James Chadwick felfedezte a neutront
- 1932 Werner Heisenberg kidolgozta az atommag proton-neutron modelljét, és ezzel megmagyarázta az izotópokat
- 1932 Carl D. Anderson felfedezte a pozitront
- 1933 Max Delbrück felvetette, hogy a fotonok szóródását külső mágneses téren kvantumhatások okozhatják
- 1934 Irène Joliot-Curie és Frédéric Joliot-Curie alumíniumot bombázott alfa-részecskékkel, mesterséges radioaktív foszfor-30-at hozva létre
- 1934 Szilárd Leó rájött, hogy az atommag láncreakció lehetséges
- 1934 Enrico Fermi megalkotta a béta-bomlás elméletét
- 1934 Lev Davidovics Landau elmondta Teller Edének, hogy a nemlineáris molekuláknak vibrációs módusai lehetnek, mely megszünteti a pálya szerint degenerált állapotok degenerációját
- 1934 Enrico Fermi javasolta, hogy bombázzanak urán atomokat neutronokkal, hogy 93 protonos elemet hozzanak létre
- 1934 Pavel Alekszejevics Cserenkov közölte, hogy fényt bocsátanak ki a relativisztikus részecskék szigetelőkben
- 1935 Hideki Yukawa megjelentette a mezonokat megjósló elméletét az erős kölcsönhatásról
- 1935 Albert Einstein, Boris Podolsky és Nathan Rosen felvetette az EPR-paradoxont
- 1935 Niels Bohr bemutatta analízisét az EPR-paradoxonra
- 1936 Wigner Jenő kifejlesztette az atomok neutronbefogásának elméletét
- 1936 Hans Jahn és Teller Ede bemutatják azon szimmetriatípusok szisztematikus tanulmányozását, amelyekre várható a Jahn–Teller-effektus
- 1937 H. Hellmann felfedezte a Hellmann–Feynman elméletet
- 1937 Seth Neddermeyer, Carl Anderson, J.C. Street és E.C. Stevenson felfedezte a  müont kozmikus sugárzásban ködkamra használatával
- 1939 Richard Feynman felfedezte a Hellmann–Feynman elméletet
- 1939 Otto Hahn és Fritz Strassman uránsót bombázott termális neutronokkal, és felfedezte a báriumot a reakciótermékek között
- 1939 Lise Meitner és Otto Robert Frisch megállapította, hogy maghasadás jön létre a Hahn–Strassman kísérletben
- 1942 Enrico Fermi létrehozta az első irányított atommag láncreakciót
- 1942 Ernst Stueckelberg bevezette a propagátort a pozitronelméletbe, és a pozitront negatív energiájú elektronként értelmezte, mely visszafelé mozog a téridőben
- 1943 Sin-Itiro Tomonaga közölte dolgozatát a kvantum-elektrodinamika alapvető fizikai elveiről
- 1947 Willis Lamb és Robert Retheford megmérték a Lamb-eltolódást
- 1947 Cecil Powell, C.M.G. Lattes, and G.P.S. Occhialini felfedezte a pi-mezont kozmikus sugárzás nyomok vizsgálatakor
- 1947 Richard Feynman bemutatta a kvantum-elektrodinamika általa kidolgozott propagátor megközelítését
- 1948 Hendrik Casimir megjósolja a két párhuzamos síkkapacitás közötti elemi vonzó Casimir-erőt
- 1951 Martin Deutsch felfedezte a pozitróniumot
- 1952 David Bohm bevezette kvantummechanikában a saját értelmezését
- 1953 Gell-Mann és Nishijima bevezetik a ritkaságot
- 1953 R. Wilson megfigyeli 1,33 MeV-os gamma sugarak Delbruck-szórását ólommagok elektromos mezőjén
- 1954 Jang Csen-ning és Robert Mills kifejleszt egy elméletet lokális mértékivarianciát megkövetelve izospin transzformációkra – az első nemabeli mértékelmélet
- 1955 Owen Chamberlain, Emilio Segre, Clyde Wiegand és Thomas Ypsilantis felfedezte az antiprotont
- 1956 Bruce Cork felfedezte az antineutront
- 1956 Frederick Reines és Clyde Cowan antineutrínót észlelt (neutrínókísérlet)
- 1956 Jang Csen-ning és Tsung Lee felvetette a gyenge kölcsönhatás paritássértését
- 1956 Chien Shiung Wu felfedezte a gyenge kölcsönhatás kobalt bomlásakor fellépő paritássértését, amit kicsit később Leon Lederman más módon igazolt
- 1957 Gerhart Luders bebizonyította a CPT-elméletet
- 1957 Richard Feynman, Murray Gell-Mann, Robert Marshak, és Ennackel Sudarshan variációs közelítő (VA) Lagrange-függvényt javasolnak a gyenge kölcsönhatás esetére
- 1958 Marcus Sparnaay kísérletileg bizonyítja a Casimir-effektust
- 1959 Yakir Aharonov és David Bohm előrejelzi az Aharonov-Bohm-effektust
- 1960 R.G. Chambers kísérletileg igazolja az Aharonov–Bohm-effektust
- 1961 Murray Gell-Mann és Júvál Neemán felfedezi a fizika nyolcas útját – SU(3) csoport
- 1961 Jeffery Goldstone felvetette a globális fázisszimmetria-sértés lehetőségét
- 1962 Leon Lederman megmutatta, hogy az elektron-neutrínó és a müon-neutrínó különbözik (kétneutrínó-kísérlet)

## AStandard Modellfejlődése
- 1963 Murray Gell-Mann és George Zweig felvetette a kvarkmodellt
- 1964 Peter Higgs felvetette a helyi fázisszimmetria-sértés lehetőségét
- 1964 John Stewart Bell megmutatta, hogy minden lokális rejtett paraméter elméletnek ki kell elégítenie a Bell-egyenlőtlenséget
- 1964 Val Fitch és James Cronin megfigyelte a gyenge kölcsönhatás CP-sértését a K-mezon bomlásánál
- 1967 Steven Weinberg lefektette a leptonok elektrogyenge elméletét
- 1969 J.C. Clauser, M. Horne, A. Shimony, and R. Holt a Bell-egyenlőtlenség polarizáció korrelációs tesztjét javasolják
- 1970 Sheldon Glashow, John Iliopoulos és Luciano Maiani feltételezi a c (charm)-kvark (charm=bájos) létezését
- 1971 Gerardus 't Hooft megmutatta, hogy a Glashow–Salam–Weinberg elektrogyenge modell renormálható
- 1972 S. Freedman and J.C. Clauser végrehajtja a Bell-egyenlőtlenség első polarizáció korrelációs tesztjét
- 1973 David Politzer javasolta a kvarkok aszimptotikus szabadság elméletét
- 1973 Wess és Zumino javasolja a téridő szuperszimmetriáját
- 1974 Burton Richter és Samuel Ting felfedezte a pszi-mezont, bizonyítva a c-kvark (charm) létezését
- 1975 Martin Perl felfedezte a tau-leptont
- 1977 S. W. Herb megtalálta az üpszilon rezonanciát, bizonyítva a b-kvark (beauty/bottom) létezését
- 1982 A. Aspect, J. Dalibard, and G. Roger végrehajtja a Bell-egyenlőtlenség egy polarizációs korrelációs tesztjét ami kizárja a konspirációs polározó kommunikációt
- 1983 Carlo Rubbia, Simon van der Meer és a CERN-es UA-1 együttműködés megtalálta a gyenge kölcsönhatás W és Z közvetítő részecskéit
- 1989 A Z-bozon rezonanciaszélességének mérése a CERN-ben megmutatta, hogy csak három kvark-lepton család létezik
- 1994 A CERN LEAR Crystal Barrel kísérlet igazolja, hogy nemcsak kvark-antikvark, hanem gluon-gluon mezonok (egzotikus mezonok) is léteznek
- 1995 18 éves keresés után a Fermilab CDF és D0 kísérlete megtalálta a t (top)-kvarkot váratlanul nagy tömeggel
- 1998  A Super-Kamiokande (Japán) bejelentette első eredményét a neutrínóoszcilláció létezésére, ezzel igazolva, hogy legalább az egyik neutrínótípusnak van tömege
- 2001 Az Sudbury Neutrínó Obszervatórium (Kanada) megerősítette a neutrínóoszcilláció létezését
- 2005 A BNL RHIC gyorsítójának arany-arany ütközésében nagy viszkozitású „kvark-gluon folyadékot” találtak, ami esetleg a kvark-gluon plazma létrejöttére utalhat
- 2008 A nagy hadronütköztető gyűrű (LHC) működésének indulása
- 2012 A CERN bejelentette, hogy új részecske felfedezését, amelynek tulajdonságai összhangban vannak a Standard modell Higgs-bozonjának tulajdonságaival. A felfedezés a nagy hadronütköztető gyűrű két detektorában történt.